# Heterodera schachtii
Heterodera schachtii (nematode de la remolatxa, és una espècie de cuc nematode fitopatogen.Infesta més de 200 espècies diferents de plantes,com la remolatxa, les cols i les raves. H. schachtii té una distribució cosmopolita. les plantes afectades tenen un creixement retardat, marciment, es tornen grogues i disminueix el seu rendiment agrícola o acaben morint. Per al seu control es prefereix usar la rotació de conreus.

## Descobriment
Aprincipis del segle xix, la "fatiga de la remolarxa" ere el terme usat per a descriure els rendiments decreixents en els camps de remolatxa sucrera quan es tornaven a plantar en el mateix lloc. L'any 1859 el botànic H. Schacht va descobrir cists de nematodes en les rels de plantes afectades i va fer la hipòtesi que eren els responsables de la malaltia. El 1871 Schmidt, creà el gènere Heterodera, i va donar nom a l'espècie H. schachtii.

## Impacte econòmic
El 1999, H. schachtii s'estima que va costar $90 milions en pèrdues als agricultors europeus. Només amb 18 ous/gm de sòl, els rendiments en cols disminueixien en un 28%.